# Монтпилијер (Ајдахо)
Монтпилијер (енгл. Montpelier) град је у америчкој савезној држави Ајдахо.

## Демографија
По попису из 2010. године број становника је 2.597, што је 188 (-6,8%) становника мање него 2000. године.
| Група             | 2000.         | 2010.         |
| Белци             | 2.647 (95,0%) | 2.436 (93,8%) |
| Афроамериканци    | 0 (0,0%)      | 1 (0,0%)      |
| Азијати           | 0 (0,0%)      | 6 (0,2%)      |
| Хиспаноамериканци | 106 (3,8%)    | 127 (4,9%)    |
| Укупно            | 2.785         | 2.597         |